# Léon Dupriez (jurist)

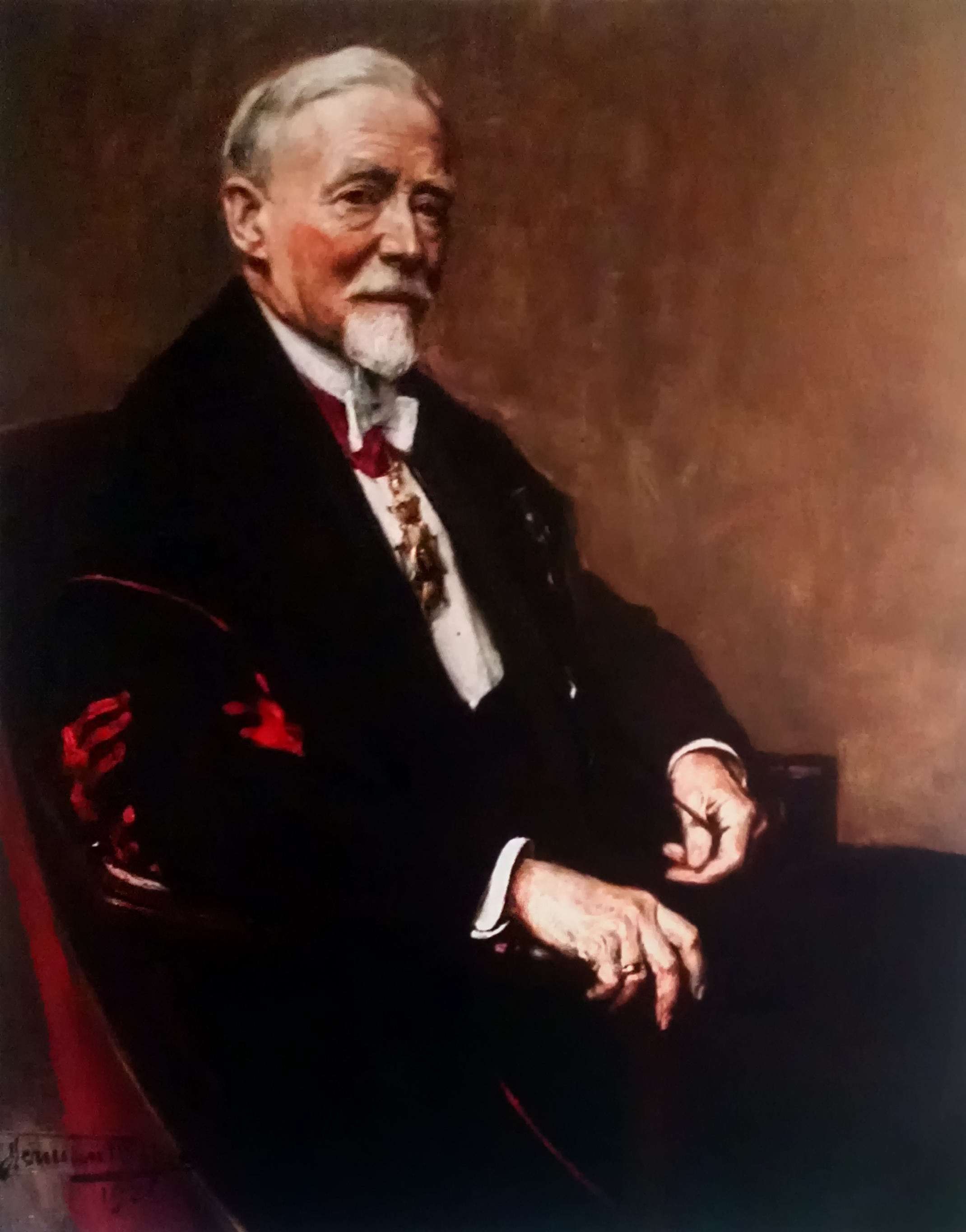
Léon Dupriez

Léon Joseph Ghislain Dupriez (Péruwelz, 6 oktober 1863 – Leuven, 22 augustus 1942) was een Belgisch rechtsgeleerde, auteur, hoogleraar en koloniaal.

## Biografie

### Familie
Léon Dupriez trouwde in 1899 in Leuven met Marie-Louise Verriest (1877-1946), dochter van Gustaaf Verriest, hoogleraar geneeskunde aan de Katholieke Universiteit Leuven, en nicht van Adolf Verriest, advocaat, politicus, componist en dichter. Ze kregen twee zoons en twee dochters, waaronder Léon Dupriez, econoom en hoogleraar aan de Katholieke Universiteit Leuven, en numismaticus Charles Dupriez. Ze waren de schoonouders van industrieel Louis Escoyez.
Hij was een schoonbroer van Alexandre Galopin, gouverneur van de Nationale Bank van België.

### Loopbaan
Na rechtenstudies aan de Katholieke Universiteit Leuven werd Dupriez er hoogleraar Romeins recht en vergelijkend publiekrecht. Ook was hij voorzitter van de aan de rechtenfaculteit verbonden École des sciences politiques et sociales.
Hij schreef diverse politieke artikelen en trad toe tot het redactiecomité van het conservatieve blad Revue générale. Zijn politieke engagement uitte zich ook in verschillende publieke functies en opdrachten. Hij werd voorzitter van het Bestendig comité van de Raad voor wetgeving, een wetsvoorbereidend orgaan verbonden aan het ministerie van Justitie, en medeopsteller van het Koloniaal Charter van Belgisch-Congo van 1908. Koning Leopold II benoemde hem onmiddellijk in de Koloniale Raad, waar hij in 1921 Gérard Galopin opvolgde als ondervoorzitter.
In zijn geschriften verdedigde Dupriez het meervoudig stemrecht, maar wanneer de Eerste Wereldoorlog die positie aan het wankelen bracht, schreef hij in 1918 het wetsontwerp dat het principe 'één man, één stem' invoerde in België. Het vergde heel wat overtuigingskracht om ook andere conservatieve katholieken met die "revolutie" te doen instemmen.
Hij was lid van de Académie royale des sciences, des lettres et des beaux-arts de Belgique en behoorde in 1928 bij de stichtende leden van het Koninklijk Belgisch Koloniaal Instituut. Hij werd er directeur van in 1930 en voorzitter in 1932.

## Onderscheidingen
- Commandeur in de Leopoldsorde
- Grootofficier in de Kroonorde
- Commandeur in de Orde van de Afrikaanse Ster
- Eredoctor aan de Universiteit van Straatsburg

## Publicaties (selectie)
Naast vele artikelen publiceerde Dupriez de volgende boeken:
- La liberté de réunion, Brussel, Lesigne, 1887.
- Les ministres dans les principaux pays d'Europe et d'Amérique, 2 vol., Parijs, Rothschild, 1892-1893. (Prix Odilon Barrot)
- L'organisation du suffrage universel en Belgique. Vote plural, vote obligatoire, représentation proportionnelle, Parijs, Larose, 1901.
- Le suffrage plural et les partis politiques, Brussel, Goemaere, 1904.
- Les Libertés constitutionnelles en Belgique, Luik, 1904.